# میک تیلور
میک تیلور (به انگلیسی: Mick Taylor) (زادهٔ ۱۷ ژانویه ۱۹۴۹) موسیقی‌دان بلوز انگلیسی است که بیشتر به‌عنوان عضو پیشین گروه‌های جان مایال اند د بلوزبریکرز و رولینگ استونز شناخته شده‌است. او در دورانی که با آن ۲ گروه همکاری می‌کرد به‌عنوان یک گیتاریست تکنیکی قابل اطمینان، به‌ویژه در سبک‌های بلوز، ریتم اند بلوز و راک اند رول و استعدادش در اجرای تکنیک اسلاید به شهرت رسید.
گرچه میک جَگِر و کیث ریچاردز همواره به عنوان اعضای اصلی رولینگ استونز در مرکز توجه بودند و تیلور کم‌تر مورد توجه قرار می‌گرفت، اما ترانه‌سرایی و تکنیک‌های گیتار او بود که باعث می‌شد آلبوم‌های رولینگ استونز خاص باشند. تیلور پس از آن‌که در دسامبر ۱۹۷۴ از رولینگ استونز جدا شد به همکاری با هنرمندانی هم‌چون جک بروس و باب دیلن و انتشار آلبوم‌های شخصی روی‌آورد.
تیلور در سال ۱۹۸۹ در جایگاه یکی از اعضای رولینگ استونز به عضویت تالار مشاهیر راک اند رول درآمد.